# Portada/efemèride maig 6
Agnes Smedley
« 5 de maig · 6 de maig · 7 de maig »